# Élections sénatoriales américaines de 1980
Les élections sénatoriales américaines de 1980 se sont tenues le 4 novembre. 
Elles se déroulent en même temps que l'élection du président Ronald Reagan.